# مارين باربو
مارين باربو (بالرومانية: Marin Barbu)‏ (27 سبتمبر 1958 ببوخارست في رومانيا - ) هو مدرب كرة قدم ولاعب كرة قدم روماني في مركز الوسط. لعب مع نادي براشوف ونادي ستيوا بوخارست وTractorul Brașov ‏ وȘoimii Sibiu ‏ ونادي أولت سكورنيكشتي.

## وصلات خارجية
- مارين باربو على موقع قاعدة بيانات كرة القدم.إي يو (الإنجليزية)